# 1958年バレーボール男子南米選手権
1958年バレーボール男子南米選手権（1958 Men's South American Volleyball Championship）は、1958年にブラジルのポルト・アレグレで開催された、南米バレーボール連盟主催の第3回バレーボール南米選手権男子大会。
出場国は5カ国。ブラジルが3大会連続3回目の優勝を飾った。

## 最終結果
| 順位 | 国           |
| ---- | ------------ |
| 1    | ブラジル     |
| 2    | パラグアイ   |
| 3    | ウルグアイ   |
| 4    | アルゼンチン |
| 5    | チリ         |